# Nuno Júdice
Nuno Júdice, né à Mexilhoeira Grande (Algarve) le 29 avril 1949 et mort le 17 mars 2024, est un essayiste, poète, écrivain, romancier et professeur portugais.

## Biographie
Poète et écrivain de fiction, il débute en littérature en 1972 avec « A Noção de Poema » (La notion de poème). Il est diplômé en philologie romane de l'Université de Lisbonne et a obtenu le grade de docteur de l'Université Nouvelle de Lisbonne (Universidade Nova, aussi appelée Université nouvelle de Lisbonne, avec un 'n' minuscule dans le respect des règles d’usage des majuscules en français), où il est professeur, en présentant en 1989 une thèse sur la littérature médiévale. Il a publié des anthologies, des éditions critiques, des études littéraires et maintient aussi une collaboration régulière avec la presse. Il a reçu le prix Reine Sofia de la poésie  ibéro-américaine  en Espagne, en 2013, décerné par le Patrimoine national espagnol et l'Université de Salamanque, d'un montant de € 42.100. Il a été membre de la rédaction du magazine «le Temps et la mode» entre 1969 et 1974. Il a coécrit le scénario de Brandos Costumes d'Alberto Seixas Santos. Il a été le commissaire de littérature «Portugal en tant que pays-thème» à la 49e Foire du livre de Francfort. Vulgarisateur de littérature portugaise du XXe siècle, lancé en 1993, «Voyage dans Un siècle de la Littérature Portugaise». Il a également organisé la Semaine européenne de la poésie, dans le cadre du "Lisbon' 94 - Capitale européenne de la Culture". En 1996, il a publié le magazine littéraire  « Tabacaria » (Tabac), édité par la "Casa Fernando Pessoa". En 1997, il a été nommé conseiller culturel de l'Ambassade du Portugal à Paris et directeur de l'Institut Camões. En 2009, il a assumé la direction de la revue "Colóquios / Letras" de la Fondation Calouste Gulbenkian. Ses œuvres ont été traduites en Espagne, en Italie, au Venezuela, en Angleterre et en France, où il a publié «Un chant dans l'épaisseur du temps » dans la collection Poésie des Éditions Gallimard. Il travaille toujours pour le théâtre et a traduit des auteurs tels que Molière, Shakespeare et Emily Dickinson. Son nom a été attribué au Prix de Poésie de la Mairie à Aveiro, Portugal. Il est curateur pour le domaine culturel de la Fondation José Saramago, créée en 2008. Il a reçu le diplôme de "Oficial da Ordem Militar de Sant'Iago da Espada" (Officier de l'Ordre de Santiago et épée, en bon français « Officiel de l'Ordre de Sant'Iago de l'Épée »), au Portugal, et en France, le grade d'Officier de l'Ordre des Arts et des Lettres.

## Publications

### Poésie
- Le concept de poème A Noção de Poema (1972)
- Le Paon qui gronde O Pavão Sonoro (1972)
- Une appréciation domestique à propos des parallélépipèdes Crítica Doméstica dos paralelepípedos (1973)
- Les eaux innombrables Inumeráveis Águas (1974)
- Le mécanisme de fragmentation romantique O Mecanismo Romântico da Fragmentação (1975)
- Dans les bras d'une faible lumière Nos Braços da Luz exígua (1976)
- la coupure sur l´accent mis O Corte na Ênfase (1978)
- Le vol du Igitur en une tasse à jouer des dès O Voo de Igitur num copo de Dados (1981)
- Le partage des mythes A Partilha Dos Mitos (1982)
- Lyre de Lichen Lira de Liquem (1985 Prix Pen Club portugais)
- La condescendance de l'Etre A condescendencia de Ser (1988)
- L'Énumération des ombres Enumeração de Sombras (1989)
- Les règles de la perspective Regras da Perspectiva (1990) Prix de D. Dinis (1990)
- Une suite d'Octobre Uma Sequência de Outubro - Commissaire pour Europalia (1991)
- Œuvres poétiques 1972-1985 Obra Poética 1972-1985 (1991)
- Un chant dans l'épaisseur du temps Um Canto na espessura do Tempo (1992)
- Nuno Júdice (trad. Michel Chandeigne, préf. Michel Host), Les degrés du regard, anthologie, Bordeaux, L’Escampette, 1993 (ISBN 978-2-909428-03-1).
- Méditation sur des Ruines Meditação sobre Ruínas (1994), Grand Prix de poésie de l'Association portugaise des écrivains 1995, finaliste du Prix européen de littérature Aristeion)
- Nuno Júdice (trad. Michel Chandeigne, préf. António Ramos Rosa), Un chant dans l’épaisseur du temps suivi de Méditation sur des ruines, Paris, Gallimard, coll. « Poésie N°306 », 1996 (ISBN 978-2-07-032947-2).
- Le mouvement du monde O Movimento do Mundo (1996)
- Poèmes à haute voix Poemas em Voz Alta, CD avec des poèmes parlées par Natalia Luiza (1996)
- La fontaine de la vie A Fonte da Vida (1997)
- Enlèvements (1998, poèmes choisis, avec des illustrations de Jorge Martins)
- Théorie générale du Sentiment Teoria Geral do Sentimento (1999)
- Recueil de poèmes 1967-2000 Poesia Reunida 1967-2000
- Nuno Júdice (trad. Michel Chandeigne), Le mouvement du monde, Châtelineau, Belgique, Le Taillis pré, 2000 (ISBN 978-2-930232-33-1).
- Nuno Júdice (trad. Michel Chandeigne, ill. Manuel Amado), Jeux de reflets, Paris, Chandeigne, 2001, 63 p. (ISBN 978-2-906462-79-3, lire en ligne).
- Pierre se souvient d'Agnes Pedro lembrando Inês (2001)
- Rhymes et des comptes (2001), récompensée par le titre examen de 2000, par le Centre portugais de l'Association internationale des critiques littéraires (AICL)
- Nuno Júdice (trad. Michel Chandeigne), La condescendance de l’être, Châtelineau, Belgique, Le Taillis pré, 2001 (ISBN 978-2-930232-33-1).
- La Cartographie des Emotions Cartografia de Emoções (2002)
- L'état de champs O Estado dos Campos (2003)
- Géométrie variable Geometria variável (2005)
- Géographie du Chaos (photo Duarte Belo) (2005) (édition française parue aux Editions de Corlevour
- Les choses les plus simples Coisas mais simples (2006)
- L'affaire du poème A Matéria do Poema (2008)
- Le bref sentiment de l'éternel O Breve Sentimento do Eterno (2008) Edition française parue aux Editions de Corlevour
- Guide de Concepts de base Guia de Conceitos Básicos (2010)
- Une histoire de chien, Uma história do cão, A story about a dog (2013) traduction de Cristina de Melo et Graham Maclachlan
- Navigation aléatoire, Navegação de Acaso (2013). Edition française parue aux Editions de Corlevour

### Essais
- L'Age de «Orphée» A era de «Orpheu» (1986)
- une place pour le histoire dans le texte médiévale O Espaço do Conto no Texto medieval (1991)
- Le processus poétique O Processo poético (1992)
- Portugal, Langue et Culture Portugal, Língua e Cultura - Commissaire pour Séville Exhibition (1992)
- Voyage dans Un siècle de Littérature Portugaise (1993)
- Voyage dans un siècle de littérature portugaise Viagem por um século de literatura portuguesa (1997)
- Les masques du poème máscaras do Poema (1998)
- B.I. du petit chaperon rouge B.I. do Capuchinho Vermelho (2003)
- Le voyage des mots: étude de la poésie A Viagem das Palavras: estudo sobre poesia (2005)
- Le Phenomenon du récit: du conte populaire à la fiction contemporaine O fenómeno narrativo: do conto popular à ficção Contemporânea (2005)
- Le certificat d'histoires A certidão das Histórias (2006)
- Le abecedarian de la critique O ABC da Crítica (2010)

### Fiction
- Dernier mot: «Oui» Última Palavra:«Sim»(1977)
- Plancton Plâncton (1981)
- Le voile religieux Manta Religiosa (1982)
- Le trésor de la reine de Saba conte post-moderne, O Tesouro da Rainha de Sabá (1984)
- Adage Adagio (1984)
- Le Rosier d'épines A Roseira de Espinho (1994)
- La femme écarlate, très bref A Mulher Escarlate, brevissima (1997)
- A la veille de l´ombre Vésperas de Sombra (1998)
- Pour tous les âges Por Todos os séculos (1999)
- L'arbre des Miracles A Árvore dos Milagres (2000)
- L'idée de l´amour et d'autres contes A Ideia do Amor e outros contos (2003)
- L'Ange de la tempête O Anjo da tempestade (2004)
- L'énigme de Salomé O Enigma de Salomé (2007)
- Le Chemin de la Croix Os Passos da Cruz (2009)
- Deux Dialogues entre un curé et un mourant Dois Diálogos Entre um padre e um moribundo (2010)
- Le Complexe du Sagittaire, O Complexo de Sagitário (2011)

### Prix
- Pablo Neruda prix de poésie, (1975), O Mecanismo Romântico da Fragmentação (Le mécanisme de fragmentation romantique);
- Pen Club, (1985), Lira de Liquen (Lyre de Lichen);
- Prix D. Dinis de la Fondation Mateus, (1990), Regras da Perspectiva (Les règles de la perspective);
- Association portugaise des écrivains, (1994), Meditação sobre Ruínas (Méditation sur Ruins);
- Prix de l'Association portugaise des écrivains, (1995),
- Prix Eça de Queiroz de littérature de la municipalité de Lisbonne, (1995), Meditação sobre Ruínas (Méditation sur Ruins);
- Prix Bordalo de la Maison de la presse, (1999), Por Todos os séculos (tous âges confondus)
- Review Award 2000 par le Centre portugais de l'Association internationale des critiques littéraires AICL (2000), Rimas e Contas (Rhymes et des comptes)
- Prix Ana Hatherly de la Chambre de Funchal, (2003), O Estado dos Campos (État du terrain);
- Prix Fernando Namora, (2004), O Anjo da Tempestade (L'Ange de la tempête);
- Prix Reine Sofia de la poésie ibéro-américain de l'Espagne (2013)[2].